# Église Notre-Dame de Vincennes
L'église Notre-Dame est une église catholique située rue Raymond du Temple à Vincennes, en France.

## Histoire

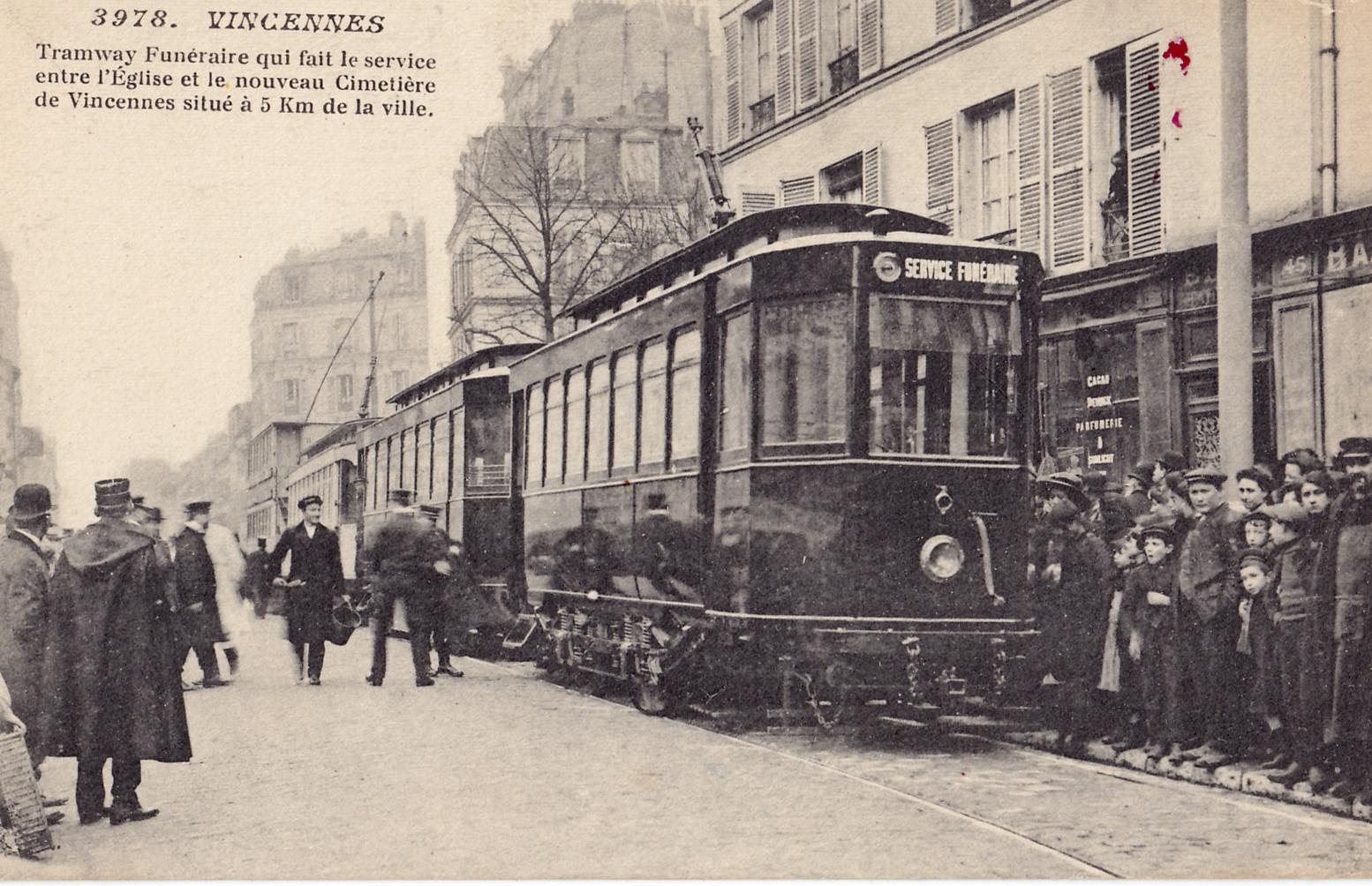
Service de tramway funéraire entre l'église Notre-Dame à Vincennes et le cimetière de Fontenay.

A cet endroit se trouvait, au XIIe siècle, une chapelle destinée aux habitants du village de la Pissotte, et qui dépendait de la paroisse de Montreuil. Elle fut agrandie successivement jusqu'au XVIe siècle. Cette chapelle fut desaffectée en 1793, transformée en Temple de la Raison, puis détruite en 1795
Une souscription pour l'édification d'une nouvelle église fut lancée en 1823, souscription à laquelle participèrent le roi Louis XVIII et le futur Charles X.
La construction se termina en 1830.
Deux agrandissement eurent lieu, en 1896 et en 1934[source insuffisante].
De 1912 à 1934, un tramway spécialement dédié aux convois funéraires permettait depuis l'église de rallier le Cimetière nouveau de Vincennes situé à Fontenay-sous-Bois[source insuffisante].

## Description

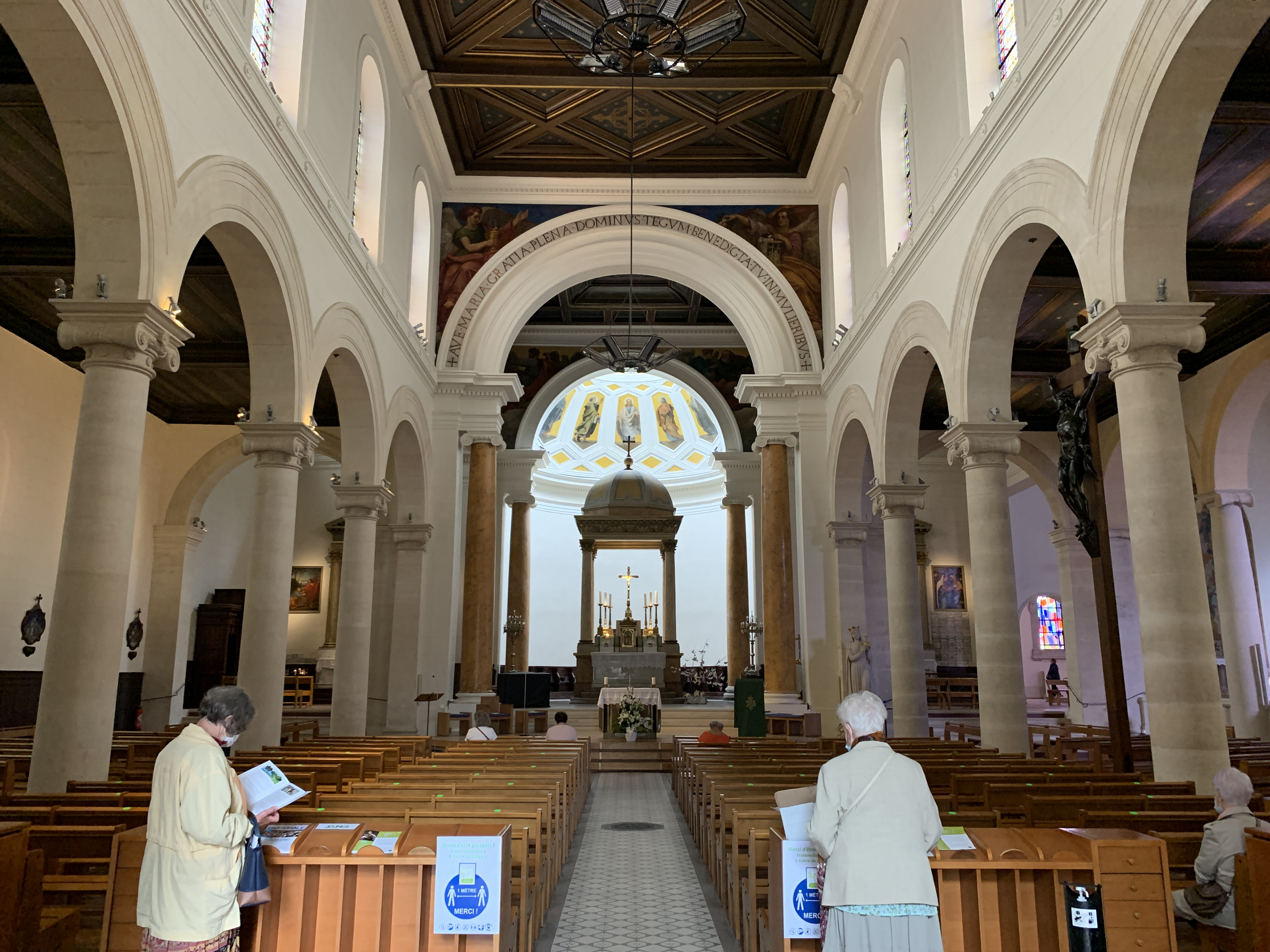
Intérieur de l'église.

L'orgue de l'église, classé monument historique, est l'œuvre des facteurs Stolz & Frères.